# Distretto elettorale di Swakopmund
Il distretto elettorale di Swakopmund è un distretto elettorale della Namibia situato nella Regione degli Erongo con 44.725 abitanti al censimento del 2011. Il capoluogo è la città di Swakopmund.